# Kolonaki
Kolonaki (en griego: Κολωνάκι, lit. 'pequeña columna', pronunciado /koloˈnaci/) es un exclusivo barrio del centro de Atenas (Grecia). Su nombre procede de la columna de dos metros situada en la homónima plaza Kolonaki, que definía la zona incluso antes de su urbanización. Se extiende desde la plaza Síntagma hasta la ladera suroeste del monte Licabeto.

## Descripción
Por su entorno arbolado y su proximidad a edificios oficiales como el Parlamento o el Palacio Presidencial, Kolonaki es considerado desde hace mucho tiempo como uno de los barrios más ricos y elegantes de Atenas. Una de las principales zonas de compras de la capital griega, alberga numerosas tiendas exclusivas para jóvenes, que venden tanto ropa informal de moda como exclusivas prendas de alta costura de diseñadores griegos e internacionales. Una de sus principales calles, la calle Voukourestiou, es conocida por sus joyerías.
En él también abundan los museos y las galerías de arte. El Museo Benaki, situado en una casa señorial de estilo neoclásico, y el Museo Goulandris de Arte Cicládico alojan dos de las mejores colecciones privadas del país. Entre los museos más pequeños de Kolonaki están el Museo de Historia del Traje Tradicional Griego y el Museo del Teatro Griego, ambos de carácter especializado. A lo largo de la avenida Vasilissis Sofias se encuentran el Museo Bizantino y Cristiano y el Museo de la Guerra de Atenas. En Kolonaki también está el Embalse de Adriano.
Asimismo, el barrio cuenta con una gran cantidad de opciones de vida nocturna, con numerosos bares, ouzerías y tavernes. Es típico sentarse en el exterior sobre las aceras, lo que crea una animada atmósfera nocturna. La plaza principal de Kolonaki, en la que se encuentra la pequeña columna, está rodeada por cafeterías y restaurantes.
El funicular del Licabeto une Kolonaki con la cima del monte Licabeto. Kolonaki alberga dos estaciones del Metro de Atenas, Evengelismos y Megaro Moussikis, ambas en la línea 3.
Las oposiciones sociales en un edificio burgués del barrio son el tema de la película Kolonaki, cero en conducta (en griego: Κολωνάκι διαγωγή μηδέν, romanizado: Kolonaki diagogi mizen), dirigida por Stelios Zografakis (1967).

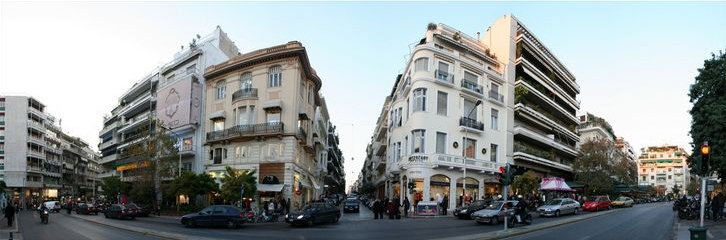
Vista panorámica de Kolonaki.

## Personas notables
- Loula Anagnostaki (1928–2017), dramaturga.
- Constantino II de Grecia (1940-2023), el último rey de Grecia.
- Konstantínos Karamanlís (1907–1998), abogado y político, que llegó a ser presidente y primer ministro de Grecia.
- Miranda Xafa, economista.